# Jelisaveta Gerdt
Jelisaveta Pavlovna Gerdt (russisk: Елизавета Павловна Гердт, tr. Jelisaveta Pavlovna Gerdt; født 29. januar 1891 i Sankt Petersborg, Det Russiske Kejserrige, 6. november 1975 i Moskva, Sovjetunionen), datter af Paul Gerdt, var en russisk ballerina og balletlærer, der havde stor betydning for både den russiske og sovjetiske balletverden.
Jelisaveta Pavlovna studerede under Mikhail Fokin ved Mariinskijballetten i Sankt Petersborg hvor hendes primære dansepartner var Vatslav Nizjinskij. Hun giftede sig med en anden populær danser, Samuil Adrianov (1884-1917), der dansede med Pierina Legnani og Mathilde Kschessinska, to andre ballerinaer som hun prøvede at eftergøre.
Efter oktoberrevolutionen var Jelisaveta Pavlovna og Olga Spesivtseva de to eneste verdensklasse ballerinaer, der valgte at blive i Sovjetunionen, hvor andre flygtede til vesten. Helt uventet valgte hun i 1928 at forlade en aktiv ballerinakarriere og hellige sig undervisning i Moskva. Her stod hun for træningen af mange eminente ballerinaer ved Bolsjojteatret, blandt andet Alla Sjelest, Sulamith Messerer, Maja Plisetskaja, Jekaterina Maksimova, og Raisa Strutjova.